# Sant Martí de Ballmoll
Sant Martí de Ballmoll, o de la Torre de Cabdella és una església romànica situada en el terme municipal de la Torre de Cabdella a la comarca del Pallars Jussà, dins del seu terme original.
Sembla que fou església parroquial d'un poblament dispers, de caràcter rural. Se'n tenen notícies des del 996, i està força documentada al llarg dels segles següents, amb el topònim grafiat de diverses maneres: Bavamoll, Baamol, etc. Tanmateix, també apareix lligada al monestir de Santa Maria de Lavaix, cosa que podria explicar la magnitud de l'església que sembla endevinar-se en les restes actualment conservades: podria tractar-se d'un edifici de caràcter monacal.

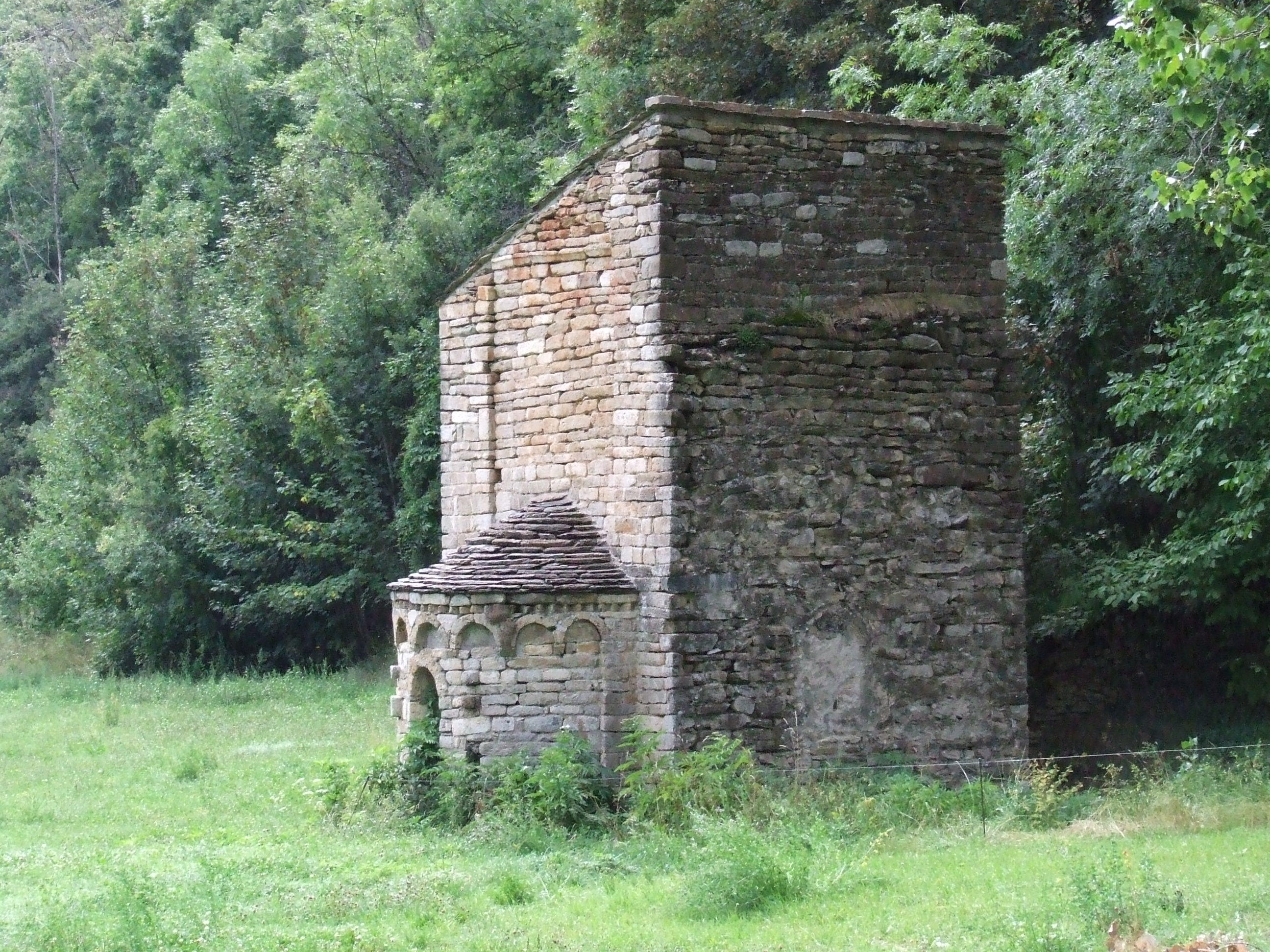
Costat nord, on es veu que estava unida amb una construcció més gran

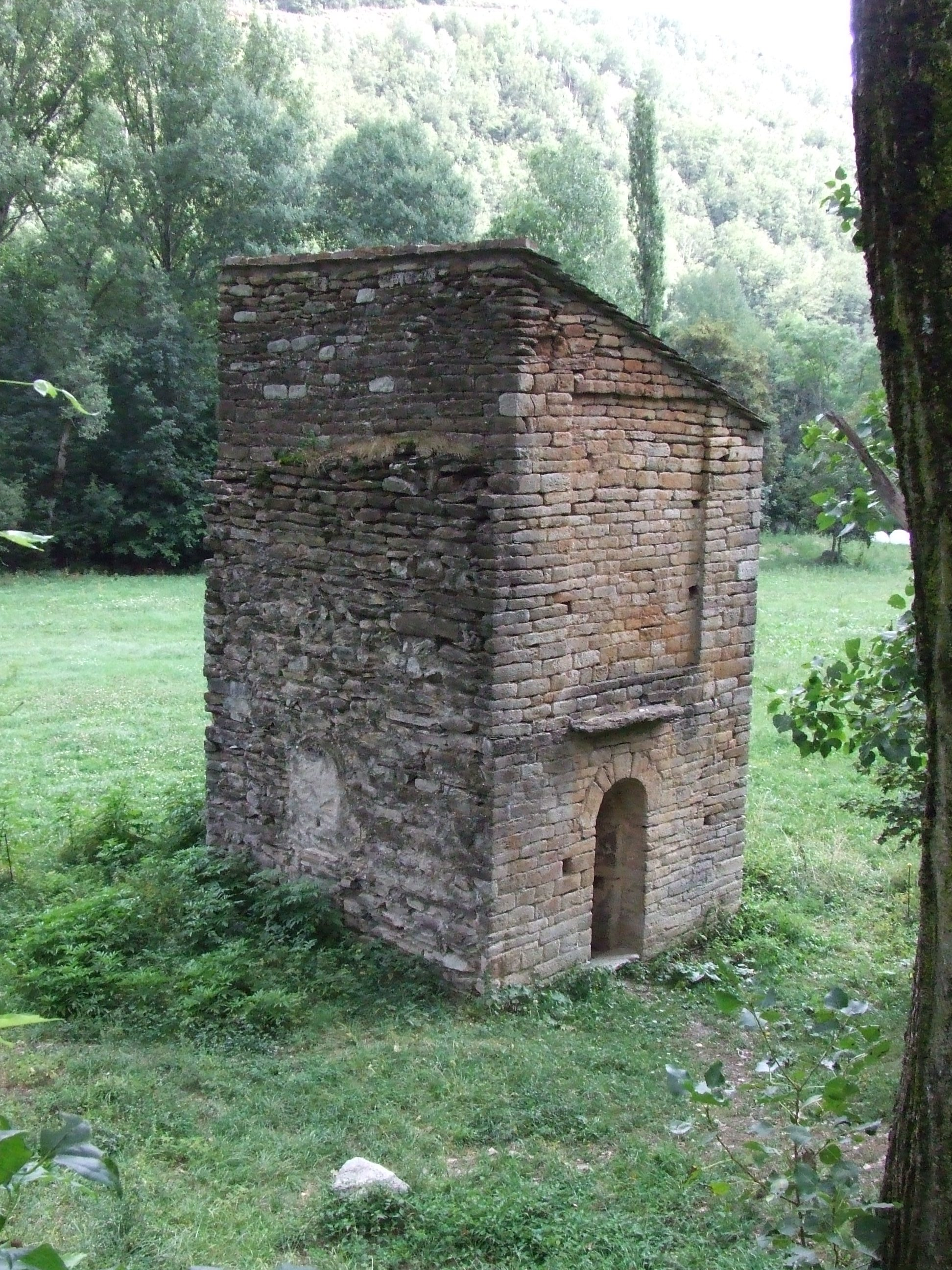
Costats nord i oest

Es tracta d'una església poc típica per les dimensions, poc proporcionades. És d'una sola nau, però molt alta, que, vista des de l'exterior, fa la sensació que es tracta d'un campanar. Està coberta per una teulada a un sol vessant, feta amb lloses de llicorella del país. Al costat de llevant, com és habitual en el romànic, hi ha un absis que, atès l'aspecte de la nau, sembla petit. Ornamentat amb un fris de dents de serra sota de les quals hi ha vuit arcuacions llombardes sense lesenes. Al centre de l'absis s'obre una finestra de doble esqueixada.
La porta és a la façana de ponent; està formada per un doble arc en degradació, i al seu damunt hi ha una petita cornisa feta de lloses planes. Al mur nord es veu una porta tapiada.
Aquest conjunt és del segle xi, com permeten veure les formes constructives i l'aparell constructiu, però tot fa veure que es tracta de les restes, refetes ja en època romànica, d'un edifici anterior, de força més volum. Podria tractar-se d'un edifici enrunat per una riuada, del qual es reaprofità la part més sòlida: la base del campanar, reconvertida en nau del temple.
Diversos detalls constructius permeten veure que pels costats est i sud, l'obra romànica correspon a un exterior, però els costats oest i nord semblen correspondre a una part que tenia continuïtat; per tant, el conservat seria l'absidiola sud i la base del campanar, que podria haver estat el braç sud del transsepte. Segons aquesta interpretació, hi faltarien la nau central, el braç nord del transsepte i els absis major o central i septentrional.